# Associatie van moeraswolfsklauw en snavelbies
De associatie van moeraswolfsklauw en snavelbies (Lycopodio-Rhynchosporetum) is een associatie uit het dophei-verbond (Ericion tetralicis). Het is een pioniervegetatie die in een natte heidevegetatie voorkomt.

## Naamgeving en codering
| Lycopodio-Rhynchosporetum fuscae |

- Syntaxoncode voor Nederland (rVvN): r11Aa01
- BWK-karteringscodes: ce, ces
- Natura2000-habitattypecode: H7150

De wetenschappelijke naam Lycopodio-Rhynchosporetum is afgeleid van de botanische namen van de meest dominante soort binnen de associatie, de moeraswolfsklauw (Lycopodiella inundata) en de bruine snavelbies (Rhynchospora fusca).

## Fysiognomie
De associatie van moeraswolfsklauw en snavelbies wordt gekenmerkt door de volledige afwezigheid van de boomlaag en de struiklaag. Ze is op het terrein dan ook gemakkelijk te herkennen aan het open karakter en de lage vegetatie. Het is een typische inslaggemeenschap.
De kruidlaag is soortenarm maar zeer specifiek; het bestaat overwegend uit moeraswolfsklauw, graminoïden en jonge exemplaren van gewone dophei.
Er is een redelijk ontwikkelde moslaag met vooral bladmossen, waaronder enkele veenmossen, en levermossen. Ook is vaak een algenlaag goed ontwikkeld.
Naargelang de natuurlijke successie zich verder zet, zullen meer en meer soorten van de dopheide-associatie verschijnen en zal het open karakter geleidelijk verdwijnen.

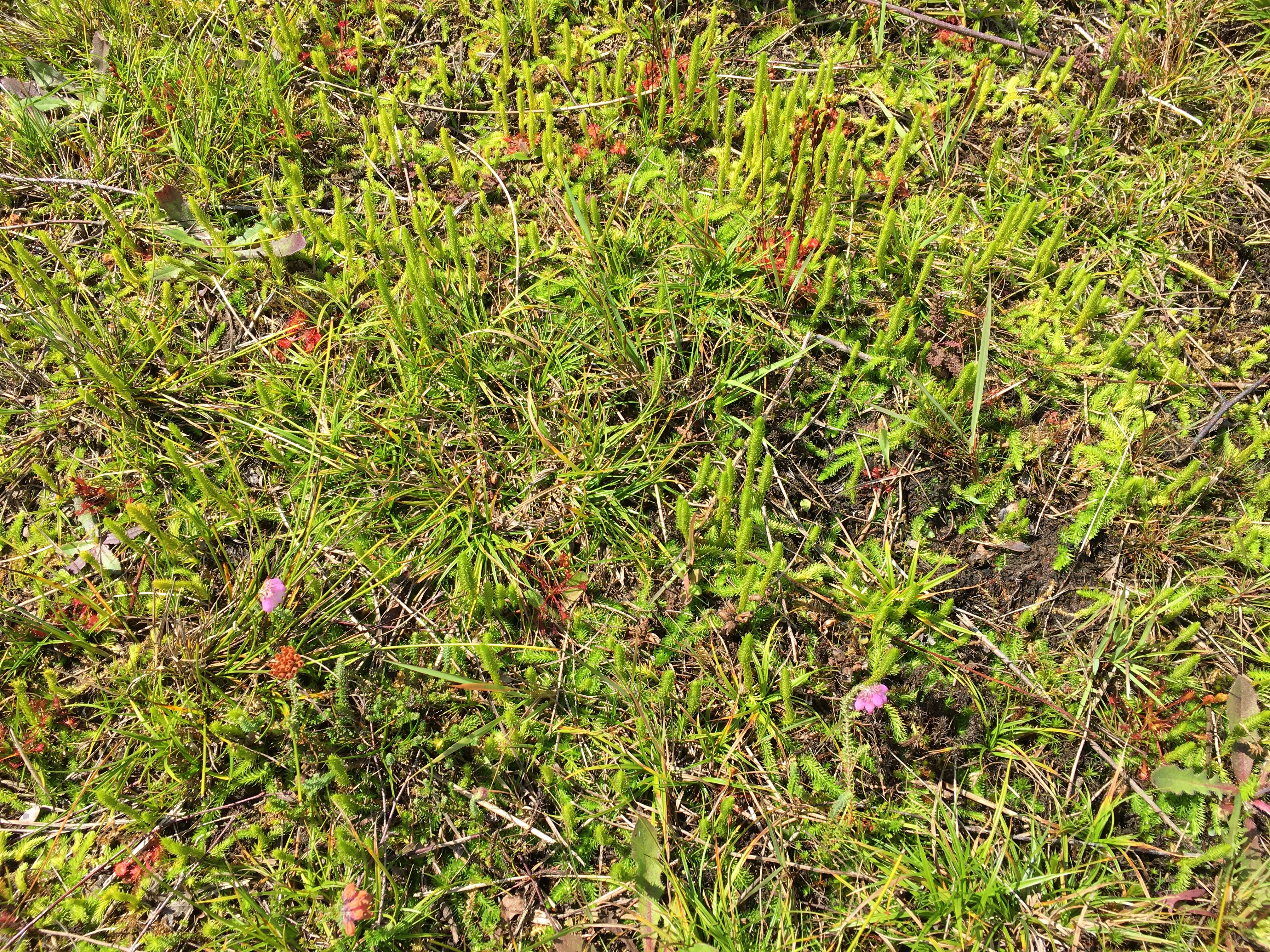
Richting het eind van haar ontwikkelingscyclus wordt de vegetatie dichter en wordt gewone dophei dominanter.

## Ecologie
De associatie van moeraswolfsklauw en snavelbies is een pioniervegetatie, de eerste stap in de natuurlijke successie van plantengemeenschappen die uiteindelijk leidt tot een climaxvegetatie. We vinden ze op vochtige tot natte, oligotrofe zandgronden op kale plaatsen in de heide, meestal op onlangs geplagde stukken, langs paden en rond vennen. Het grondwaterpeil is hoog en weinig wisselend. In de winter kan het peil zelfs hoger staan dan het maaiveld en is de bodem volledig met water verzadigd. In de zomer kan hij oppervlakkig uitdrogen.
Deze associatie wordt na enkele jaren zonder ingreep verdrongen door de associatie van gewone dophei (Ericetum tetralicis).
Enkel op de hoogste rand van vennen is deze associatie min of meer stabiel en zijn ook de meest soortenrijke varianten ervan te vinden.

## Verspreiding
Het verspreidingsgebied van de associatie van moeraswolfsklauw en snavelbies strekt zich uit over de Atlantische provincie: de kuststrook van West-Europa, Groot-Brittannië en Ierland. Het is een typische vegetatie die zich thuis voelt in streken met een maritiem klimaat, met hoge luchtvochtigheid, niet te warme zomers en geen strenge winters.
In België is ze te vinden in de heidegebieden van de Antwerpse Kempen (onder andere in de Kalmthoutse Heide in Kalmthout, het Groot Schietveld in Brasschaat en het Turnhouts Vennengebied), en in Limburg (onder andere in de Hoge Kempen).

## Diagnostische taxa voor Nederland en Vlaanderen
In de onderstaande synoptische tabel staan per vegetatielaag de belangrijkste diagnostische plantentaxa van de associatie van moeraswolfsklauw en snavelbies voor Nederland en Vlaanderen.
Kruidlaag
| Diagnostisch taxon | Diff.soort      | Abundantie | Triviale naam     | Botanische naam          | Opmerking |
| ------------------ | --------------- | ---------- | ----------------- | ------------------------ | --------- |
| kA                 |                 | F/O        | moeraswolfsklauw  | Lycopodiella inundata    |           |
| kA                 |                 | F/O        | bruine snavelbies | Rhynchospora fusca       |           |
| kA                 | transgrediërend | F/O        | kleine zonnedauw  | Drosera intermedia       |           |
| kV                 |                 | F/O        | trekrus           | Juncus squarrosus        |           |
|                    | dA              | F/O        | witte snavelbies  | Rhynchospora alba        |           |
|                    |                 | Z          | blauwe zegge      | Carex panicea            |           |
|                    |                 | Z          | veenpluis         | Eriophorum angustifolium |           |

Moslaag
| Diagnostisch taxon | Diff.soort | Abundantie | Triviale naam    | Botanische naam        | Opmerking |
| ------------------ | ---------- | ---------- | ---------------- | ---------------------- | --------- |
| kA                 |            | F          | goudklauwtjesmos | Hypnum imponens        |           |
| kA                 |            | O          | veenbuidelmos    | Calypogeia sphagnicola |           |
|                    |            |            | waterveenmos     | Sphagnum cuspidatum    |           |

Algenlaag
| Diagnostisch taxon | Diff.soort | Abundantie | Triviale naam       | Botanische naam       | Opmerking |
| ------------------ | ---------- | ---------- | ------------------- | --------------------- | --------- |
| kA                 |            | F          | paars heideviltwier | Zygogonium ericetorum |           |

## Bedreiging en bescherming
De associatie van moeraswolfsklauw en snavelbies is een pioniervegetatie, en zal dus, op een enkele uitzondering na, zonder ingrepen van de mens na enkele jaren verdwijnen. Het is ook vegetatie die enkel in specifieke omstandigheden kan voorkomen, namelijk in zeer natte en voedselarme omstandigheden.
Om dit soort vegetatie te kunnen behouden, zijn dus twee soorten beleidsmaatregelen noodzakelijk:
- de beheersing van de grondwaterstand door waterbouwkundige maatregelen;
- het tegengaan van de natuurlijke successie door het regelmatig afplaggen van de toplaag van de bodem.